# Damak (Nepal)
Damak (Nepalees: दमक) is een stad (Engels: municipality; Nepalees: nagarpalika of N.P.) in het Jhapa-District in de Mechi-zone wat op zijn beurt ligt in het zuidoosten van Nepal. De stad omvat het gebied tussen de Ratua Khola in het oosten en de Mawa Khola in het westen en bestaat sinds 1982. 

## Bevolking
Op het moment van de volkstelling in 1991 had de stad een bevolking van 41.321 inwoners, verdeeld over 7664 individuele huishoudens. In 2001 was het inwonertal echter geslonken naar zo'n 35.000 inwoners, in 2011 gestegen tot 75.000. 